# 小金井阿波おどり
小金井阿波おどり（こがねいあわおどり）は、東京都小金井市で毎年夏に開催される阿波踊りの祭り。
徳島県発祥の伝統芸能である阿波踊りを基にし、地域の商店会や市民団体によって運営。

## 概要
小金井阿波おどりは、武蔵小金井駅南口商店会を中心に行われる地域イベント。原則として毎年7月下旬の週末2日間に行われる。
市内外から約20の「連」が参加し、沿道を練り歩く。演舞は、男女別の踊り方や鳴り物（笛、太鼓、鉦など）による賑やかな囃子が特徴である。

## 歴史
小金井市での阿波踊りは1979年（昭和54年）、商店街活性化を目的として始まった。
当初は地元商店会と市民有志による数連の参加で始まり、徐々に規模を拡大した。1990年代には市外の連や有名連も招かれるようになり、観客数も増加した。

## 開催形態
会場周辺は交通規制が行われ、踊り手と観客が沿道を埋め尽くす。例年2日間で延べ約8万人が訪れるとされ、東京都内でも有数の規模を誇る阿波踊りイベントのひとつである。
昼間には子どもや初心者向けの演舞体験があり、夜には本格的な連による演舞が披露される。

## 特色と演目
小金井阿波おどりでは、阿波踊り特有の「男踊り」と「女踊り」が披露される。男踊りは低い姿勢と力強い動きが特徴で、女踊りは編笠をかぶり、しなやかな動きを見せる。
鳴り物は笛、大太鼓、小太鼓、締太鼓、鉦などで構成され、掛け声「ヤットサー」「ア、ヤットヤット」などが響き渡る。

## 参加連
参加する連は、地元の商店会連や市民連のほか、徳島県や高円寺阿波おどりの有名連が招かれる年もある。子ども連や企業連も多数参加し、地域全体で祭りを盛り上げている。

## 地域への影響
祭りの期間中には武蔵小金井駅南口商店街を中心に人出が増え、商店の売上向上や地域の知名度向上に寄与している。小金井市まちおこし観光協会は、観光客の来訪による経済効果を地元経済活性化の要素として位置づけている。

## 中止や変遷
2019年までは毎年開催されていたが、2020年と2021年には新型コロナウイルス感染症拡大防止のために中止された。2022年に規模を縮小して再開し、2023年には通常規模に戻った。

## 交通アクセス
- 武蔵小金井駅南口より徒歩約1分[1]。